# 묵계서원 및 안동김씨 묵계종택
묵계서원 및 안동김씨 묵계종택(默溪書院 및 安東金氏 默溪宗宅)은 경상북도 안동시 길안면 묵계리에 있는 건축물이다. 1980년 6월 17일 경상북도의 민속문화재 제19호로 지정되었다.

## 개요
묵계서원은 응계 옥고(1382∼1436) 선생과 보백당 김계행(1431∼1517) 선생을 모시고 제사지내는 곳이다. 숙종 13년(1687)에 지었으나, 고종 6년(1869) 서원철폐령 때 사당은 없어지고 강당만 남아 있다가 최근에 서원을 복원하였다.
강당은 앞면 5칸·옆면 2칸 규모로 가운데는 마루를 깔고 양 옆에 온돌을 설치한 일반적인 형태를 보인다. 서원 왼쪽으로는 이 서원을 관리하는 ㅁ자형의 주사가 위치한다.
묵계종택은 서원에서 멀지 않은 마을 한 가운데에 자리하고 있다. 종택 안에는 조상의 제사를 모시는 제청으로 사용되고 있는 보백당이 있다.

## 세부 내역
| 번호   | 사진 | 명칭                    | 소재지                    | 관리자 (단체) | 지정일               | 참조 |
| 19-1호 |      | 서원주사 (書院廚舍)     | 경북 안동시 길안면 묵계리 | .             | 1980년 6월 17일 지정 |      |
| 19-2호 |      | 서원사당지 (書院祠堂址) | 경북 안동시 길안면 묵계리 | .             | 1980년 6월 17일 지정 |      |
| 19-3호 |      | 종택정침 (宗宅正寢)     | 경북 안동시 길안면 묵계리 | .             | 1980년 6월 17일 지정 |      |
| 19-4호 |      | 보백당 (寶白堂)         | 경북 안동시 길안면 묵계리 | .             | 1980년 6월 17일 지정 |      |

## 같이 보기
- 안동 도산서원
- 한국의 유교

## 참고 자료
- 묵계서원및안동김씨묵계종택 - 국가유산청 국가유산포털